# American Methods
American Methods is een Amerikaanse dramafilm uit 1917 onder regie van Frank Lloyd. Het scenario is gebaseerd op de roman Le Maître de forges (1882) van de Franse auteur Georges Ohnet. Destijds werd de film in Nederland uitgebracht onder de titel De industrieel van Pont Avesnes.

## Verhaal
De Amerikaan William Armstrong erft een ijzermijn in Frankrijk. Samen met zijn zus Betty reist hij erheen om de zaak over te nemen. Ter plekke maakt hij kennis met Claire de Beaulieu. Zij is verloofd met de snode hertog van Bligny. Wanneer de familie van Claire haar fortuin verliest, laat de hertog haar staan voor de dochter van een rijke industrieel. William wordt bovendien verliefd op Claire. Op die manier raakt hij verstrikt in een web van intriges.

## Rolverdeling
| Acteur          | Personage             |
| --------------- | --------------------- |
| William Farnum  | William Armstrong     |
| Jewel Carmen    | Claire de Beaulieu    |
| Bertram Grassby | Hertog van Bligny     |
| Willard Louis   | Mijnheer Moulinet     |
| Lillian West    | Marie Moulinet        |
| Genevieve Blinn | Markiezin de Beaulieu |
| Allan Forrest   | Octave de Beaulieu    |
| Florence Vidor  | Betty Armstrong       |
| Mortimer Jaffe  | Jimmy                 |
| Marc B. Robbins | Henri Gaudet          |
| Josef Swickard  | Baron de Prefont      |